# Lista de transmissoras da Copa do Mundo FIFA de 2010
A FIFA, através de várias emissoras, vendeu os direitos de transmissão da Copa do Mundo FIFA de 2010 às seguintes companhias:

## Televisão
Emissoras que confirmaram transmissão de todos ou alguns jogos em alta definição estão em negrito.
| País | Rede | Fonte         |
| --- | --- | ------------- |
| África do Sul | TV aberta: SABC Satélite (paga): SuperSport |               |
| África Subsaaariana Lista de países - Angola - Benin - Botsuana - Burquina Fasso - Burundi - Camarões - Cabo Verde - República Centro-Africana - Chade - Congo - Costa do Marfim - República Democrática do Congo - Guiné Equatorial - Eritreia - Etiópia - Gabão - Gâmbia - Gana - Guiné-Bissau - Guiné - Quênia - Lesoto - Libéria - Madagascar - Malauí - Mali - Maurício - Namibia - Níger - Nigéria - Ruanda - Senegal - Seicheles - Serra Leoa - Suazilândia - Tanzânia - Togo - Uganda - Zâmbia - Zimbábue | TV aberta: varia de acordo com o país Satélite (paga): SuperSport                                                                                        | [ 1 ] [ 2 ]   |
| Albânia | TV aberta: RTSH Cabo/Satélite (paga): SuperSport Albania (DigitAlb)                                                                                      | [ 1 ]         |
| Alemanha | TV aberta: ARD, ZDF (46 jogos total), RTL (18 jogos) Satélite (paga): Sky Deutschland (todos os jogos)                                                   | [ 3 ]         |
| Andorra | TV aberta: TF1, France Télévisions | [ 1 ]         |
| Argentina | TV aberta: Canal 7, Telefe Cabo (paga): TyC Sports Satélite (paga): DirecTV                                                                              | [ 4 ]         |
| Armenia | TV aberta:H1 | [ 5 ]         |
| Austrália | TV aberta: SBS | [ 6 ]         |
| Áustria | TV aberta: ORF | [ 1 ]         |
| Azerbaijão | TV aberta: İTV | [ 1 ]         |
| Bangladesh | TV aberta:Bangladesh Television Cabo/Satélite (paga):ESPN STAR Sports                                                                                    |               |
| Bielorrússia | TV aberta: BTRC | [ 1 ]         |
| Bélgica | TV aberta: VRT,RTBF | [ 1 ] [ 7 ]   |
| Bolívia | TV aberta: Unitel, Red Uno | [ 1 ]         |
| Bósnia e Herzegovina | TV aberta: BHRT | [ 1 ]         |
| Brasil | TV aberta: Globo, Band Cabo/Satélite (paga): SporTV, BandSports, ESPN Brasil                                                                             | [ 8 ]         |
| Bulgária | TV aberta: BNT | [ 1 ]         |
| Canadá | Inglês: TV aberta: CBC Cabo/Satélite (paga):Bold | [ 9 ]         |
| Canadá | Francês: TV aberta: SRC | [ 9 ]         |
| Chile | TV aberta: TVN Satélite (paga): DirecTV |               |
| China | TV aberta: CCTV |               |
| Chipre | TV aberta: CyBC | [ 1 ]         |
| Singapura | TV aberta: MediaCorp Cabo (paga): StarHub TV IPTV (paga): mio TV                                                                                         | [ 10 ]        |
| Colômbia | TV aberta: Caracol, RCN (40 jogos) Satélite (paga): DirecTV (todos os jogos)                                                                             |               |
| Coreia do Sul | TV aberta: SBS Cabo/Satélite (paga): SBS Sports Channel                                                                                                  |               |
| Costa Rica | TV aberta: Teletica, Repretel | [ 1 ]         |
| Croácia | TV aberta: HRT | [ 1 ]         |
| Dinamarca | TV aberta: DR, TV 2 Satélite (paga): Canal 9 |               |
| El Salvador | TV aberta: TCS | [ 1 ]         |
| Ecuador | TV aberta: Gama, TC Satélite (paga): DirecTV |               |
| Eslováquia | TV aberta: STV | [ 1 ]         |
| Eslovênia | TV aberta: RTS | [ 1 ]         |
| Espanha | TV aberta: Cuatro (um jogo por dia) Satélite (paga): Canal+ Liga (todos os jogos)                                                                        | [ 1 ]         |
| Estados Unidos e territórios - Samoa Americana - Guam - Ilhas Marianas do Norte - Porto Rico - Ilhas Virgens Americanas | Inglês: TV aberta: ABC Cabo/Satélite (paga): ESPN, ESPN2, ESPN3D                                                                                         |               |
| Estados Unidos e territórios - Samoa Americana - Guam - Ilhas Marianas do Norte - Porto Rico - Ilhas Virgens Americanas | Espahol: TV aberta: Univision, Telefutura Cabo/Satélite (paga): Galavisión                                                                               |               |
| Estados Unidos e territórios - Samoa Americana - Guam - Ilhas Marianas do Norte - Porto Rico - Ilhas Virgens Americanas | Português: Cabo/Satélite (paga): ESPN Deportes |               |
| Estônia | TV aberta: ERR | [ 1 ]         |
| Fiji | TV aberta: Mai TV |               |
| Filipinas | TV aberta: ABS-CBN, Studio 23 Cabo (paga): Balls |               |
| Finlândia | TV aberta: YLE | [ 1 ]         |
| França e territórios | TV aberta: TF1, France Télévisions | [ 1 ]         |
| Geórgia | TV aberta: GPB | [ 1 ]         |
| Grécia | TV aberta: ERT |               |
| Hong Kong | TV aberta:ATV, TVB Cabo (paga): Cabo TV Hong Kong |               |
| Hungria | TV aberta: MTV | [ 1 ]         |
| Islândia | TV aberta: RÚV Cabo (paga):Stöð 2 Sport | [ 1 ]         |
| Indonésia | TV aberta: RCTI, Global TV |               |
| Irã | TV aberta: IRIB |               |
| Irlanda | TV aberta: RTÉ |               |
| Índia | TV aberta: Doordarshan Satélite (paga): Zee TV |               |
| Subcontinente Indiano Lista de países - Bangladesh - Butão - Índia - Maldivas - Nepal - Paquistão - Sri Lanka | Satélite (paga): ESPN Star Sports |               |
| Israel | TV aberta: Channel 1 | [ 1 ]         |
| Itália | TV aberta: RAI (um jogo por dia) Satélite (paga): SKY Italia (todos os jogos)                                                                            | [ 1 ] [ 11 ]  |
| Japão | TV aberta: NHK (22 jogos), Fuji TV (5 jogos), NTV (5 jogos), TBS, TV Asahi (4 jogos), TV Tokyo (3 jogos) Satélite (paga): SKY PerfecTV! (todos os jogos) |               |
| Kosovo | TV aberta: RTK | [ 1 ]         |
| Letônia | TV aberta: LTV | [ 1 ]         |
| Liechtenstein | TV aberta: SRG SSR |               |
| Lituânia | TV aberta: LRT(46 jogos), LNK (18 jogos) |               |
| Luxemburgo | TV aberta:RTL | [ 1 ]         |
| Macau | TV aberta:TDM |               |
| Macedônia | TV aberta: MRTV |               |
| Malásia | TV aberta:RTM, TV3 Satélite (paga):Astro (todos os jogos)                                                                                                |               |
| Malta | TV aberta: PBS | [ 1 ]         |
| Moçambique | TV aberta: Record Moçambique, TVM Satélite (paga): SuperSport                                                                                            |               |
| México | TV aberta: TV Azteca, Televisa Satélite (paga): Sky Latin America                                                                                        |               |
| Moldávia | TV aberta: TRM | [ 1 ]         |
| Mônaco | TV aberta: TMC | [ 1 ]         |
| Mongolia | TV aberta:C1 | [ 1 ]         |
| Montenegro | TV aberta: RTCG | [ 1 ]         |
| Países Baixos | TV aberta: NOS | [ 12 ]        |
| Nova Zelândia | TV aberta: TVNZ Satélite (paga): Sky | [ 1 ]         |
| Nicarágua | TV aberta: Televicentro | [ 1 ]         |
| Norte da África e Oriente MédioLista de países - Argélia - Barém - Comores - Djibuti - Egito - Iraque - Jordânia - Kuwait - Líbano - Omã - Autoridade Palestina - Líbia - Mauritânia - Marrocos - Catar - Arábia Saudita - Somália - Sudão - Síria - Tunísia - Emirados Árabes Unidos - Iêmen | Satélite (paga): Al Jazeera Sports\| |               |
| Noruega | TV aberta: TV2 (32 jogos) Satélite (paga): Viasat Sport (32 jogos; direitos adquiridos da NRK)                                                           | [ 14 ]        |
| Panamá | TV aberta:RPC, TVMax Cabo (paga):Cableonda Sports |               |
| Paraguai | TV aberta: SNT |               |
| Peru | TV aberta: ATV | [ 1 ]         |
| Polônia | TV aberta: TVP |               |
| Portugal | TV aberta: RTP (32 jogos), SIC (18 jogos) Cabo/Satélite/IPTV (paga): SportTV (todos os jogos; 14 são exclusivos)                                         | [ 15 ] [ 16 ] |
| Reino Unido ( Inglaterra, Escócia, Irlanda do Norte, País de Gales) | TV aberta: - BBC - ITV ( ITV1, STV, UTV) Cabo/Satélite (paga): British Eurosport                                                                         |               |
| República Tcheca | TV aberta: ČT | [ 1 ]         |
| Romênia | TV aberta: TVR | [ 1 ]         |
| Rússia | TV aberta: Channel One, Russia 1 |               |
| San Marino | TV aberta: RAI |               |
| Sérvia | TV aberta: RTS | [ 1 ]         |
| Suécia | TV aberta: SVT (32 jogos), TV4 (32 jogos) | [ 17 ]        |
| Suíça | TV aberta: SRG SSR | [ 1 ]         |
| Tailândia | TV aberta: TV3, TV7 |               |
| Taiwan | Cabo (paga):Era Television IPTV (paga): ELTA TV |               |
| Turquia | TV aberta: TRT |               |
| Ucrânia | TV aberta: UT-1, ICTV | [ 18 ]        |
| Vietnã | TV aberta: VTV | [ 1 ]         |
| Venezuela | TV aberta: Meridiano Satélite (paga): DirecTV (todos os jogos)                                                                                           | [ 1 ]         |

## Rádio
| País                                                                | Emissora | Fonte  |
| ------------------------------------------------------------------- | --- | ------ |
| Brasil                                                              | Bandeirantes Super Tupi BandNews FM Rede Transamérica Gaúcha Sociedade da Bahia Rádio Verdes Mares Gazeta de Alagoas Banda B Paiquerê Brasil Sul Rádio Globo CBN Inconfidência Record Clube de Pernambuco Eldorado/ESPN Clube do Pará Itatiaia Rádio 730 Rádio Jornal Jovem Pan |        |
| Estados Unidos                                                      | ESPN | [ 19 ] |
| Itália                                                              | Rai Radio 1 |        |
| Moçambique                                                          | Rádio Miramar 101,4 FM |        |
| Irlanda                                                             | RTÉ Radio 1 RTÉ 2fm |        |
| Portugal                                                            | RDP Antena 1 RDP Rádio Mundial |        |
| Suécia                                                              | SR P4 |        |
| Reino Unido ( Inglaterra, Escócia, Irlanda do Norte, País de Gales) | BBC Radio 5 Live talkSPORT |        |

## Internet
| País                                                                  | Emissora              |
| --------------------------------------------------------------------- | --------------------- |
| Brasil                                                                | Globoesporte.com      |
| Estados Unidos                                                        | ESPN360 CN Sports.com |
| Portugal                                                              | RTP                   |
| Reino Unido · ( Inglaterra, Escócia, Irlanda do Norte, País de Gales) | BBC                   |